# Polyipnus spinosus
Polyipnus spinosus es un pez que pertenece a la familia Sternoptychidae. Se encuentra en las aguas del Océano Pacífico a profundidades de 500 metros (1600 pies).
Fue reconocida por primera vez en 1887 por Günther.